# Martignano
Martignano (griechisch: Martignana) ist eine italienische Gemeinde mit 1567 Einwohnern (Stand 31. Dezember 2023) in der Provinz Lecce in der Region Apulien. Sie liegt im Süden der Halbinsel Salento und gehört zur griechischen Sprachinsel Grecìa Salentina.
Die Nachbargemeinden sind Calimera, Caprarica di Lecce, Martano, Sternatia und Zollino.
Bedeutende Bauwerke sind die San Giovanni-Kapelle, ein Hypogäum sowie der Palazzo Palmieri.

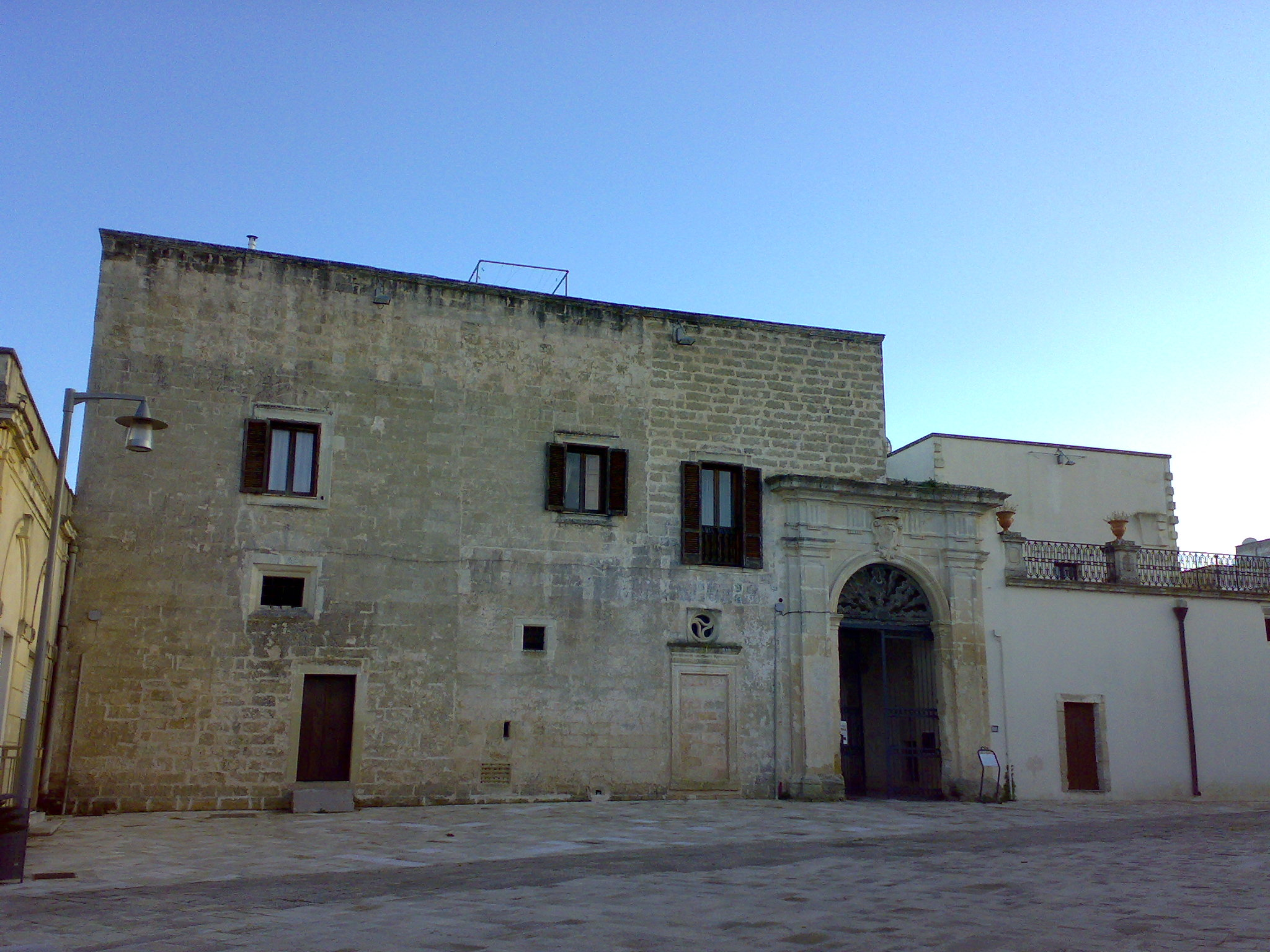
Palazzo Palmieri in Martignano